# Mîhailivka, Haisîn
Mîhailivka (în ucraineană Михайлівка) este o comună în raionul Haisîn, regiunea Vinnița, Ucraina, formată numai din satul de reședință.

## Demografie
Componența lingvistică a satului Mîhailivka
     Ucraineană (98,36%)
     Rusă (1,44%)
     Alte limbi (0,07%)
Conform recensământului din 2001, majoritatea populației satului Mîhailivka era vorbitoare de ucraineană (98,36%), existând în minoritate și vorbitori de rusă (1,44%).